# Драммондове світло
Драммондове світло (також світло рампи, англ. limelight) — тип сценічного освітлення, що використовувалося в театрах у 1860-1870 роках. Інтенсивне світіння отримували за допомогою киснево-водневого полум'я, спрямованого безпосередньо на циліндр з оксиду кальцію (негашеного вапна, англ. lime), яке може нагріватися до 2572°C без розплавлення. Світло виникає поєднанням теплового випромінювання і гартівного світіння. Драммондове світло давно замінено електричним освітленням, однак, наприклад, в англійській мові назва міцно вкоренилася: приміром, існує вираз «to be in the limelight», що означає «бути на виду; у центрі уваги».

## Історія
Ефект яскравого свічення розжареної деталі з оксиду кальцію (негашеного вапна) вперше було відкрито в 1820-х роках британським вченим Голдсуорсі Герни, на базі його робіт з киснево-водневими пальниками, авторство яких приписують Роберту Гейру.
У 1825 році шотландський інженер Томас Драммонд побачив демонстрацію світлових ефектів у Майкла Фарадея і зрозумів, що ретельне вивчення цих ефектів може бути корисним. Драммонд побудував робочий прототип пристрою в 1826 році, тоді й з'явилося поняття «драммондове світло».
Вперше таке освітлення було використано в Королівському театрі Ковент-Гарден у Лондоні в 1837 році і з широко використовувалося театрами в 1860-1870-х роках. Драммондове світло переважно використовувалося на кшталт прожектора для освітлення сольних виконавців: сцена була затемнена, і світло падало тільки на виконавця. Дугові електричні лампи дуже швидко витіснили драммондове світло в кінці XIX століття.